# 시모이구사역
시모이구사역(일본어: 下井草駅)은 일본 도쿄도 스기나미구에 있는 철도역이다. 세이부 철도가 관할하는 신주쿠 선이 지난다.

## 타는 곳
| ↑ 사기노미야 |
| 2 \| 1       |
| 이오기 ↓     |

| 1 | ■ 신주쿠 선 | 다나시・도코로자와・혼카와고에・하이지마 선 하이지마 방면 |
| 2 | ■ 신주쿠 선 | 사기노미야・다카다노바바・세이부 신주쿠 역 방면           |

## 역세권 정보
- 스기나미 구립 시모이구사 도서관

## 역사
- 1927년 4월 16일: 영업 개시.
- 2007년 2월 3일: 역사 신축

## 인접역
| 세이부 철도■신주쿠선          | 세이부 철도■신주쿠선 | 세이부 철도■신주쿠선             |
| ----------------------------- | -------------------- | -------------------------------- |
| 사기노미야 세이부 신주쿠 방면 | ■보통                | 이오기 혼카와고에, 하이지마 방면 |